# Musée des Suisses dans le monde
Le Musée des Suisses dans le monde, précédemment appelé Musée des Suisses à l'étranger, est un ancien musée suisse qui était hébergé dans le château de Coppet (canton de Vaud) sous le nom de Musée des Suisses au service étranger, puis à partir de 1978 dans le château de Penthes, situé sur le territoire de la commune genevoise de Pregny-Chambésy, en Suisse.
La collection du musée est classée comme « bien culturel d'importance nationale » par l'Office fédéral de la protection de la population.

## Histoire
La famille Birkit est la dernière famille privée possédant le château de Penthes. Ces derniers vendirent le domaine à l’État de Genève en 1972. L'État remet alors le château, en usufruit, à la Fondation pour l’Histoire des Suisses dans le monde dès le 2 septembre 1978. Celle-ci l’a alors aménagé en musée,. Cet usufruit prend fin en date du 31 janvier 2011, l'État ayant émis la volonté de récupérer le château pour des activités internationales. Néanmoins l'usufruit est prolongé jusqu'en janvier 2022.
Finalement, à la suite de la pandémie de Covid-19, la Fondation pour l'Histoire des Suisses dans le monde dépose son bilan. L’Exécutif cantonal a annoncé le non-renouvellement d'usufruit, contraignant le Musée des Suisses dans le monde à fermer. Le Conseil d’État a pour projet d'en faire un lieu de rencontre pour la Genève internationale,.
Entre le 20 et le 21 septembre 2022, les collections du musée sont vendues aux enchères par l'hotel des ventes Piguet et rapportent 1,5 million de francs suisses,.

### Fondation pour l'histoire des Suisses dans le monde
La Fondation constitue l'organe faîtier du musée, de l'institut des Suisses dans le monde et du restaurant de Penthes. Elle a pour objectif de mener des études scientifiques et de faire connaître l'histoire des relations entre la Suisse et le Monde, notamment à travers la vie et l'œuvre de personnalités suisses qui, au cours des siècles et jusqu'aux temps présents, ont quitté leur patrie et qui ont marqué leur temps et leur environnement à leur façon. Elle est établie sur le domaine de Penthes et publie deux fois par an un bulletin d'information appelé la Lettre de Penthes.
La Société des amis de Penthes a été fondée en 2002 par la Fondation, afin de soutenir et faire connaître les activités de cette dernière, d'accroître et de promouvoir les collections. Elle vise également à créer un lieu d'échange et de réflexion quant au passé, au présent et à l'avenir des Suisses dans le monde.

## Exposition permanente
L'exposition permanente du musée retrace l'histoire des relations entre la Suisse et le reste du monde du Moyen Âge à nos jours. Le parcours explique comment la Suisse s'est construite à l'international, en premier à travers le service militaire à l'étranger. L'accent est mis sur l'histoire du régiment des Cent-Suisses au service de la France et sur la Garde suisse pontificale.
Des salles sont également dédiées aux architectes (Carlo Fontana, Francesco Borromini), explorateurs (Auguste Piccard, Claude Nicollier), diplomates (Charles Pictet de Rochemont), financiers (Albert Gallatin, Jacques Necker), humanitaires (Henri Dunant, Louis-Lucien Rochat) et artistes (Marcello, James Pradier).

## Expositions temporaires
- 2017, du 23 mars au 2 juillet, AQUA Les artistes contemporains et l'enjeu de l'eau
- 2016, du 22 juin au 23 octobre, Rembrandt à Genève
- 2016, du 9 mars au 4 juin 2016, Marcello, femme artiste entre cour et bohème
- 2015, du 1er novembre 2015 au 14 février 2016, Histoire [suisse] en briques Lego
- 2015, du 9 octobre 2015 au 31 janvier 2016, Yakari, les Suisses à la rencontre des Amérindiens
- 2015, du 17 avril 2015 au 20 septembre 2015, Suisse - Arménie, la collection Kalfayan, sur le chemin de la Suisse et de l'Arménie
- 2014, du 17 décembre 2014 au 22 mars 2015 : La Suisse par les Russes, regards artistiques et historiques, 1814-2014
- 2014, du 11 juillet au 9 novembre 2014 : Peter Knapp, Elles, 101 regards sur les femmes
- 2014, du 7 mai au 6 juillet : Ici l'Afrique / Here Africa
- 2014, du 15 février au 3 mai : Objectif Penthes, Tint'interdit, Pastiches et Parodies
- 2013, du 15 juin au 15 décembre : René Burri, Utopia
- 2012, 25 octobre 2012, Exposition SAVA, hommage à Corto Maltese...
- 2012-2013, du 23 juin au 11 avril : "Le marin et le photographe" sur les traces de Corto Maltese
- 2010, du 24 avril au 21 novembre : Clown Grock « un beau Rêve »
- 2010, du 24 avril au 23 mai : Rire sans frontières
- 2009, du 27 septembre au 13 décembre : Géographie Parallèle Marc Jurt - Michel Butor
- 2008 : La Suisse en une bouchée - Cent ans du Toblerone
- 2008 : Small Numbers, Big Impact – l’immigration suisse aux États-Unis
- 2007 : À livres ouverts : rencontre avec les Suisses dans le Monde
- 2006 : Les Suisses du Pape – 500 ans au Vatican
- 2005 : William Michaud (1829-1902) – Lettres, dessins et aquarelles d’un Suisse au Brésil
- 2005 : Jean-Jacques Kissling, Genève – Saint-Pétersbourg Collections
- 2005 : Attitude, Swiss artists in United Kingdom
- 2004 : Genève - Texas, John Bernhard, un photographe suisse en Amérique
- 2003 : Karl Lukas Honegger (1902-2003), un Suisse en Allemagne, Un artiste contre l’esprit du temps

## Éditions de Penthes
L'institut et le musée des Suisses dans le monde possèdent leur propre centre de recherche. Ils publient les résultats de ces recherches historiques via les Éditions de Penthes.
- Die Identität Europas, Werte für eine gemeinsame Zukunft, Anselm Zurfluh / Jean-François Dumont, EdP / Novalis, Genève/Schaffhausen 2001, 94 p.
- Karl Lukas Honegger, 1902-2003 - Un Suisse en Allemagne – Un artiste contre l’esprit du temps / Ein Schweizer in Deutschland – Ein Künstler wider den Zeitgeist / A Swiss in Germany – An Artist against the Spirit of the Times / Uno Svizzero in Germania – Un artista contro lo spirito del tempo, EdP, Genève 2003, 192 p.
- Geneva – Texas, A Swiss Photographer in America / Un photographe Suisse en Amérique, John Bernhard, EdP, Genève 2004, 194 p.
- Johann Konrad Kern (1808-1888), Homme d’État et diplomate / Staatsmann und Diplomat, Bénédict de Tscharner, EdP / Infolio, Genève/Gollion 2005, 80 p.
- Conquête de l’Imaginaire : les Genevois au Mont-Blanc, Paul Guichonnet, EdP, Genève 2005, 16 p.
- Garde suisse pontificale. Acriter et Fideliter, Robert Walpen, Slatkine éditeur, 2005, 272 p.
- Giuseppe Motta (1871-1940), Homme d’État suisse / Schweizer Staatsmann / Statista svizzero, Benedict de Tscharner, EdP / Infolio, Genève/Gollion 2007
- « Oui, tout ce bruit… » théâtre, Daniel Bernard, illustrations Valdi Toffoletti, EdP / Infolio, Genève/Gollion 2006, 158 p.
- Les Suisses du Pape, 500 ans au Vatican, Ouvrage commémoratif de l’exposition du Musée des Suisses dans le Monde pour le Jubilé 1506-2006, Nathalie Chavannes, Anselm Zurfluh,illustrations Valdi Toffoletti, EdP, Genève 2006, 64 p.,
- Ein Schweizer im Dreißigjährigen Krieg - Quellen, Archives de la Société d’histoire du canton de Fribourg

Nouvelle série, vol. 1, Daniel Bitterli, Franz Peter König, EdP, Genève et SHCV et Daniel Bitterli 2006, 627 p.
- 1915-2006 Souvenirs et réflexions, Silvio Masnata, EdP, Genève et Goshi Masnata 2006, 126 p.
- Les Papes, cinq siècles de signatures. Premier catalogue raisonné, Renato Saggiori, EdP, Genève 2006, 140 p.
- Suizos en Uruguay / Swiss in Uruguay, Ignacio Naon et Sonia Ziegler, EdP, Montevideo 2006, 224 p.
- Théodore de Reding, le général suisse vainqueur de Napoléon, Marguerite Desfayes-de Boccard, Andrés Oliva Marra-López, EdP / LEP, Genève/Lausanne 2007, 432 p
- Albert Gallatin (1761-1849), Genevois au service des États-Unis d’Amérique / Geneva’s American Statesman / Ein Genfer im Dienste der Vereinigten Staaten von Amerika, Benedict de Tscharner, EdP, Genève 2008
- Pictures at an Exhibition. An indroduction to Swiss History and Art, Wolf Scott, EdP, Genève 2007, XIV, 170 p.
- Marcello, sculpteur, une intellectuelle dans l’ombre, Christiane Dotal, EdP / Infolio / Fondation Custodia, Genève/Gollion/Paris 2008, 144 p.
- L’arc alpin romanophone : une mosaïque d’identités linguistiques, Béatrice Coffen et Waldemar Toffoletti, EdP / Infolio / Genève/Gollion 2009, 160 p.
- Clio dans tous ses états. Recueil en hommage à Georges Andrey, Edp / Infolio Genève/Gollion 2009, 828 p.
- “Genius has no sex”. The sculpture of Marcello (1836-1879), Caterina Y. Pierre, EdP / Infolio / Genève/Gollion 2010, 241 p.
- Geopolitics, schools of thought, Method of Analysis and Case Studies, Cyula Csurgai, EdP / ICGS, Genève 2009, 180 p.
- Jacques-Alexis Lambert (1863-1942), Professeur de Lénine – Témoignage de la Révolution russe, Alexandre Lambert, EdP / Infolio, Genève/Gollion 2009, 112 p.
- Soldats, Diversité des destins d’hier et d’aujourd’hui / Soldaten, Vielfalt der Schicksale in Geschichte und Gegenwart, Benedict de Tscharner, EdP / Infolio, Genève/Gollion 2010